# Клаудіу Нікулеску
Клаудіу Нікулеску (рум. Claudiu Niculescu, нар. 23 червня 1976, Слатіна) — румунський футболіст, що грав на позиції нападника. По завершенні ігрової кар'єри — тренер. З 2021 року очолює тренерський штаб команди «Конкордія» (Кіажна).
Виступав, зокрема, за клуб «Динамо» (Бухарест), а також національну збірну Румунії.
Триразовий чемпіон Румунії. Дворазовий володар Кубка Румунії. Володар Кубка Румунії (як тренер).

## Клубна кар'єра
У дорослому футболі дебютував 1996 року виступами за команду «Електропутере» (Крайова), в якій провів два сезони, взявши участь у 48 матчах чемпіонату. 
Згодом з 1998 по 2003 рік грав у складі команд «Університатя» (Крайова), «Динамо» (Бухарест) та «Дженоа». Протягом цих років виборов титул чемпіона Румунії.
Своєю грою за останню команду знову привернув увагу представників тренерського штабу клубу «Динамо» (Бухарест), до складу якого повернувся 2003 року. Цього разу відіграв за бухарестську команду наступні чотири сезони своєї ігрової кар'єри. Більшість часу, проведеного у складі бухарестського «Динамо», був основним гравцем атакувальної ланки команди. У складі бухарестського «Динамо» був одним з головних бомбардирів команди, маючи середню результативність на рівні 0,57 гола за гру першості. За цей час додав до переліку своїх трофеїв ще два титули чемпіона Румунії, ставав володарем Кубка Румунії (також двічі).
Протягом 2008—2010 років захищав кольори клубів «Дуйсбург», «Омонія» та «Динамо» (Бухарест).
Завершив ігрову кар'єру у команді «Університатя» (Клуж-Напока), за яку виступав протягом 2010—2012 років.

## Виступи за збірну
У 2000 році дебютував в офіційних матчах у складі національної збірної Румунії.
Загалом протягом кар'єри в національній команді, яка тривала 8 років, провів у її формі 8 матчів.

## Кар'єра тренера
Розпочав тренерську кар'єру відразу ж по завершенні кар'єри гравця, 2012 року, очоливши тренерський штаб клубу «Університатя» (Клуж-Напока).
У 2018 році став головним тренером команди «Динамо» (Бухарест), тренував бухарестську команду один рік.
Протягом тренерської кар'єри також очолював команди «Біхор», «Решица», «Римніку-Вилча», «Міовень», «Волунтарі» та «Ат-Таї».
З 2021 року очолює тренерський штаб команди «Конкордія» (Кіажна).

## Титули і досягнення

### Як гравця
- Чемпіон Румунії (3):

«Динамо» (Бухарест): 2001-2002, 2003-2004, 2006-2007
- Володар Кубка Румунії (2):

«Динамо» (Бухарест): 2003-2004, 2004-2005

### Як тренера
- Володар Кубка Румунії (1):

«Волунтарі»: 2016-2017

### Особисті
- Кращий бомбардир Чемпіонату Румунії: 2004-2005 (21), 2006-2007 (18)